# Порто Индустријале (Ористано)
Порто Индустријале је насеље у Италији у округу Ористано, региону Сардинија.
Према процени из 2011. у насељу је живело 28 становника. Насеље се налази на надморској висини од 3 м.